# Mercedes-Benz W108
Mercedes-Benz W108 și W109 sunt două mașini de lux produse de Mercedes-Benz din 1965 până în 1973, respectiv 1973 în America de Nord. Seria a fost concepută ca o îmbunătățire a predecesoarelor W111 și W112. Mașinile s-au bucurat de un succes enorm în vestul Germaniei și pe piețele de export, inclusiv în America de Nord și sud-estul Asiei. Pe parcursul celor 7 ani de producție, s-au fabricat în total 383, 631 de autovehicule.

## Evoluția mașinii

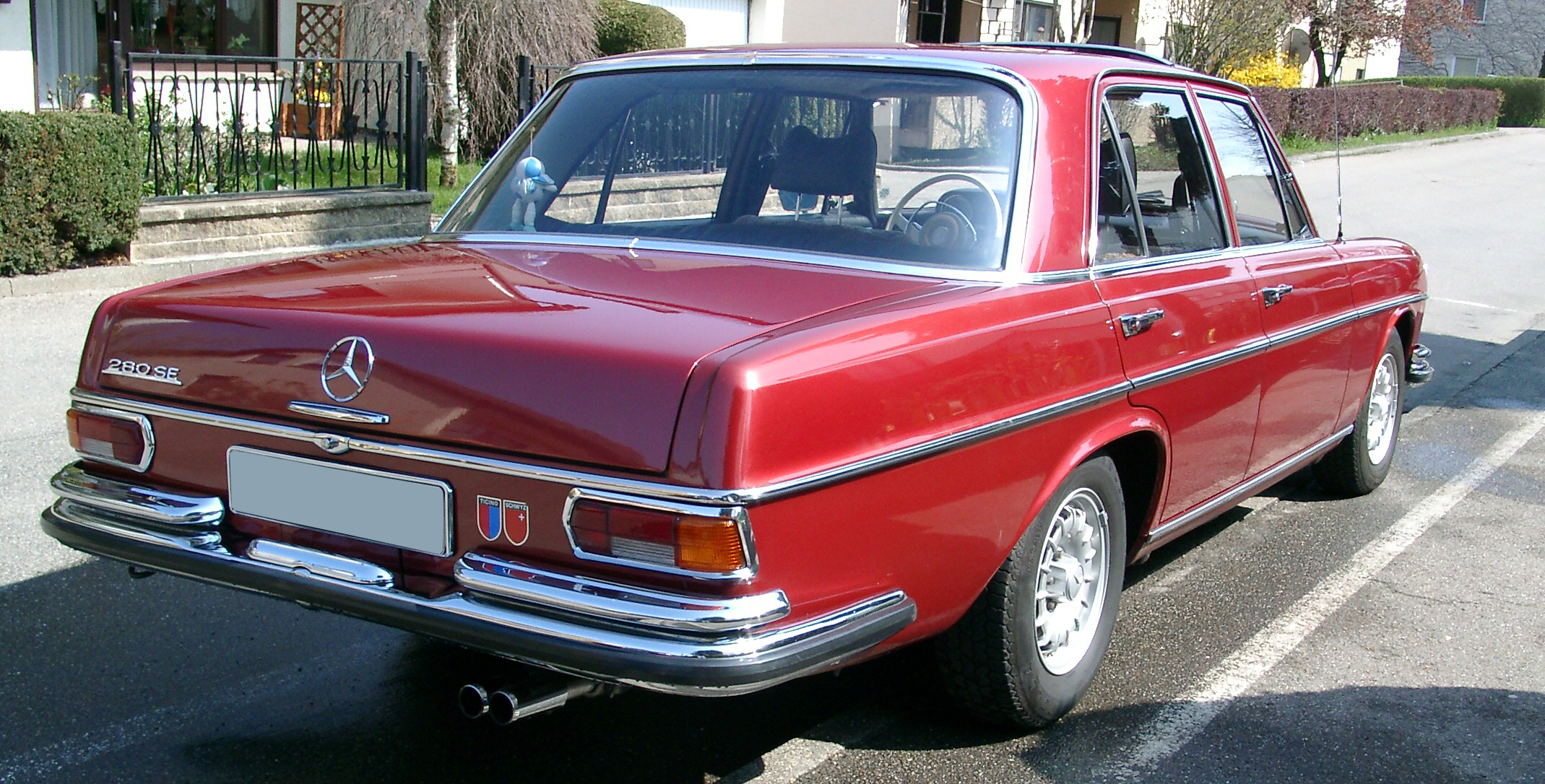
W108 Mercedes-Benz

Predecesoarea seriei, Mercedes-Benz W111 (produsă între 1959 și 1971), a ajutat compania Daimler șă crească cifra de vânzări și să își dezvolte economia de scară  în domeniul producției. În vreme ce în  anii 1950 Mercedes-Benz producea seriile 300S, 300SL și multe altele, în afară de seria 300 Adenauer, și se ocupa și de asamblarea Transportoarelor tip Ponton (190, 190 SL și 220), familia de autovehicule fintail  (în germană, Heckflosse) duce la unificarea producției întregii game Mercedes-Benz pe o singură platformă auto, reducând astfel atât timpul, cât și costurile de producție. 
 
Cu toate acestea, anii 1960 aduc un nou trend în ceea ce privește designul auto. De exemplu, aripioarele din spate, create inițial pentru îmbunătățirea stabilității aerodinamice, au dispărut complet în câțiva ani, ca un simplu accesoriu. La data lansării variantelor cu 2 uși de cabriolet și coupé ale seriei W111, forma aripioarelor din spate nu mai era una ascuțită, și își pierduseră aspectul comat. În 1963, lansarea lui W113 Pagoda, reduce și mai mult dimensiunile și rolul aripioarelor de pe spate, urmând ca în 1964 acestea să dispară complet, odată cu prezentarea lui W100 600. 
 
Procesul de îmbunătățire a seriei W111 a început sub îndrumarea designerului-șef Paul Bracq, în 1961, și s-a încheiat în 1963. Cu toate că dispariția aripioarelor din spate rămâne cea mai notabilă schimbare, în comparație cu W111, noul W108 avea și o linie mediană mai joasă, care mărea dimensiunea geamurilor (parbrizul era cu 17 % mai mare decât cel al lui W111). Noile autovehicule aveau o gardă mai joasă (cu 60 mm) și portiere mai late (cu 15 mm). Rezultatul a fost o mașină complet schimbată, cu un design aerodinamic, și un interior deschis și spațios. 
 
Sistemul de suspensii era dotat cu o un ax fortificat în partea din spate, cu un resort de compensație hidro-pneumatic. Cauciucurile folosite erau unele mai late (de 14”) , iar discurile de frânare erau asamblate atât în partea din față a mașinii, cât și în cea din spate. Mercedes-Benz W109 era identic cu W108, dar avea un ampatament mai lat cu 115 mm, și un sistem de suspensii cu compresie și auto-reglare. Acesta a fost conceput ca un succesor al lui W112 300SEL, care la rândul său fusese creat ca o variantă de mijloc între limuzinele 300Adenauer (W189) și 600 (W100). Chiar și așa, succesul său ca produs reprezentativ, i-a convins pe reprezentanții Daimeler să adauge seriei și un autovehicul tip LWB . Din acel moment, toate subseriile din gama S-Class aveau să includă și o variantă tip LWB.  
 
Cu toate că W108 este succesorul, de mari dimensiuni, al lui W111, acesta din urmă nu a fost complet înlocuit. Seria W111 a fost produsă în continuare, dar subseria 230S a fost redusă la variantele sale de autovehicule de dimensiuni medii, și anume Mercedes-Benz W110, care a fost promovat ca modelul reprezentativ al seriei, până în 1968, când producția acestora a fost întreruptă. Seria W108 este una foarte populară printre colecționari., care preferă variantele inițiale, cu schimbător cu manetă rotundă, sau subseria 300SEL.

## Gama inițială

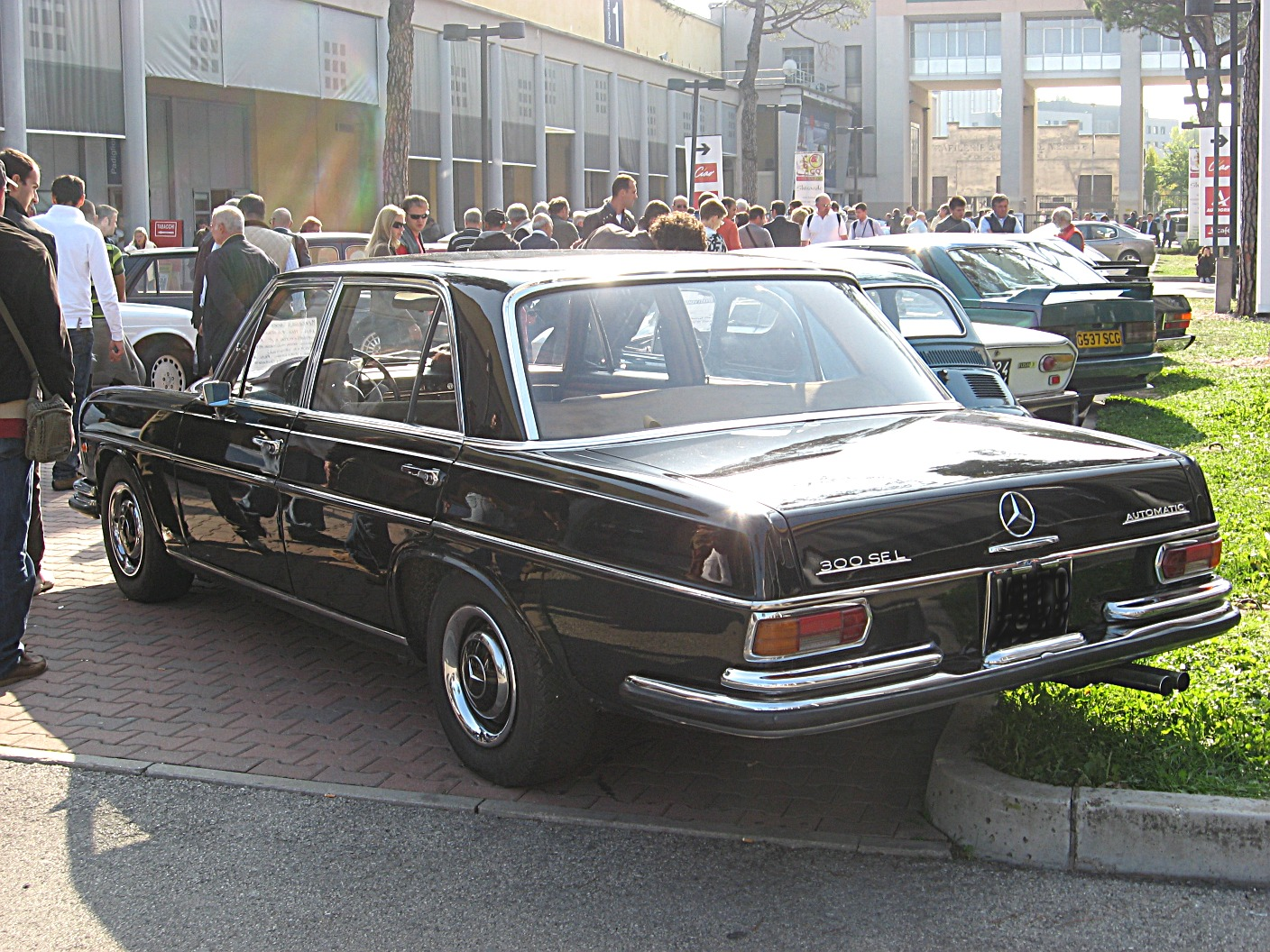
W109 300SEL

Automobilul a fost lansat la Frankfurt Auto Show, în 1965. Seria inițială consta din 3 modele W108: 250S, 250SE și 300SE, dar și un model W109 – 300SEL. Motorizarea noilor mașini erau aceleași ca cele ale seriei anterioare, dar îmbunătățită și cu o capacitate mărită. 
	Modelul 250S era o variantă elementară, dotată cu un motor M108 Straight Six, cu o capacitate cilindrică de 2496 cc, și două carburatoare duble inversate, care dezvoltau 130 bhp (97 kW) la 5400 rpm. Astfel automobilul atingea 100 km/h (62 mph) în doar 13 secunde (14 în cazul modelelor cu transmisie automată), iar viteza maximă era de 182 km/h (177 km/h la mașinile cu transmisie automată).
	Modelul 250SE avea același motor Straight Six, dar cu o injecție de benzină cu 6 pistoane (cunoscut ca M129). Acesta avea avantajul că dezvolta 150 bhp (110kW), la 5500 rpm, iar timpul de accelerare 0-100 km/h era cu o secundă mai mic decât al lui 250S. Viteza maximă creștea cu 11 km/h (7mph), atât pentru mașinile cu transmisie manuală, cât și pentru cu cele cu transmisie automată.
	Atât 300SE, cât și 300SEL erau dotate cu un motor M189, cu o capacitate de 2996 cc, care fusese conceput inițial pentru seria Adenauer. Acesta avea o pompă modernă, cu 6 pistoane, care se ajusta automat în funcție de presiunea pedalei de accelerație, de viteza motorului, presiunea atmosferică, și temperatura apei din compartimentul pentru răcire, pentru a funcționa la capacitate optimă în funcție de condițiile de drum. Având o capacitate de 170 bhp (130 kW) la 5400 rpm, reprezentanții acestei serii puteau accelera până la maxim 200 km/h (195 km/h în cazul transmisiei automate), si atingeau 100 km/h (62mph) în 12 secunde. Capacitate cilindrică de 3 L caracteristică motoarelor Mercedes a rămas neschimbată încă din 1951. Din 1965 până în 1967, s-au produc mai puțin de 3000 de exemplare W109. Pe de altă parte, în primii doi ani de existență ai Mercedes-Benz W108/109 s-au construit aproximativ 130 000 de exemplare din modelele cu o capacitate mai mică – 250 S/SE. Prin 1967, consumul de carburant al motorului de mare capacitate (3 L) atingea un indice imposibil de combătut, și continua să scadă.

## Noua generație

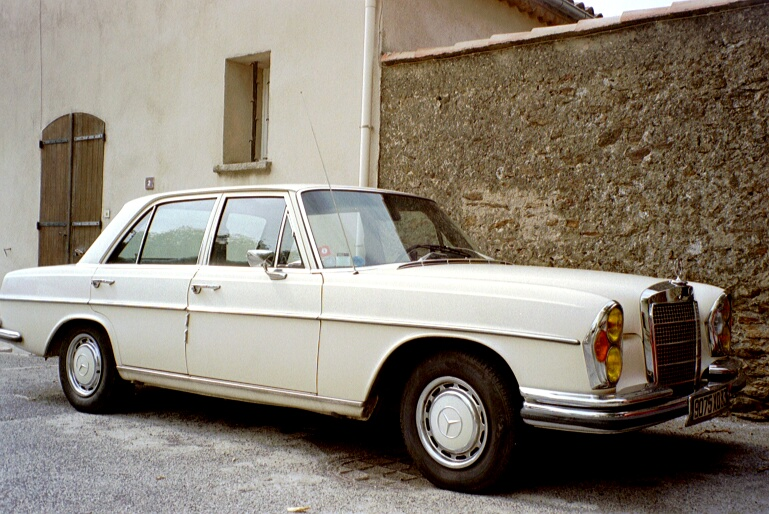
Un W108 în Franța: se observă culoarea galbenă a farurilor, obligatorie pentru mașinile înmatriculate în Franța până în 1993

În iarna anilor 1967 – 1968, Daimler a lansat o nouă generație a acestei serii, prezentate sub egida Stroke eight. Reprezentantele principale ale seriei au fost noile W114 și W115, construite pe baza unui nou șasiu, dar și modelele mai vechi au primit un upgrade, fiind acum dotate cu un motor M130, cu o capacitate cilindrică de 2778 cc. 
Seria W108 includea acum două modele – 280S și 280SE – a căror producție a început în noiembrie 1967. Acestea înlocuiau complet vechile modele 250S, 250SE și 300SE. Cu toate acestea, Mercedes a continuat producția de 250S, dar numai pentru export, până în martie 1968. În ceea ce privește
W109, producătorul a retras complet motorul M189, înlocuindu-l cu cel al noilor 280SE, un M130, cu o capacitate de 2.8 L. În ianuarie 1968, seriei i s-a mai adăugat încă un model: 280SEL. Acesta avea ampatamentul alungit caracteristic lui W109, dar nu și aceleași suspensii pneumatice sau alte dotări performante ale lui 300SEL. Astfel, codul șasiului rămâne cel de W108.

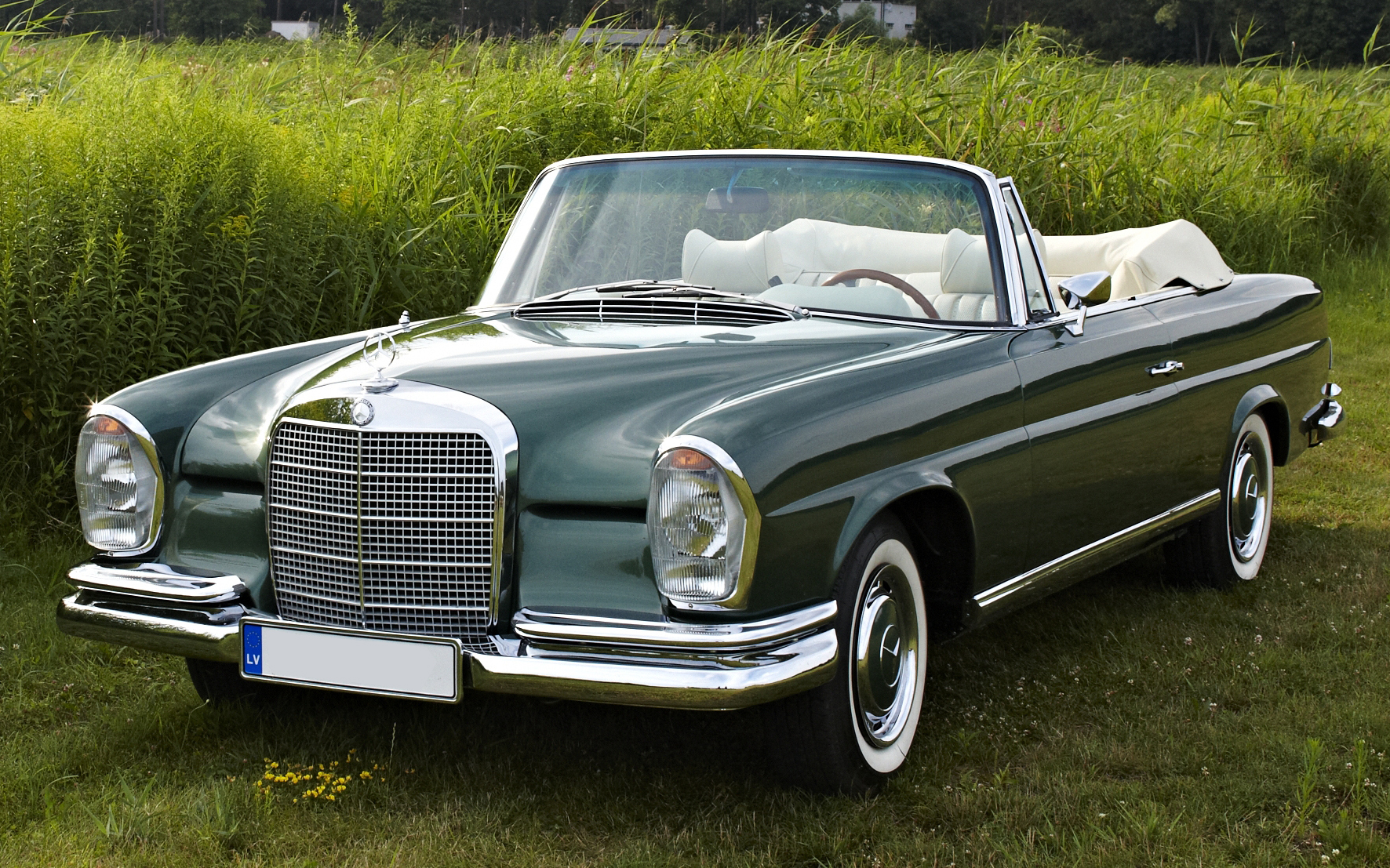
W111 sau W112 cabriolet (W108 și W109 erau disponibile doar în varianta cu 4 uși. W111 si W112 cu 2 uși coupé și cabriolet sunt adesea confundate cu W108 sau W109)

Performanța mașinilor a crescut în mod considerabil. În cazul seriei 280SE, cele două carburatoare duble inversate dezvoltau 140 cp (100 kW), și ofereau o viteză maximă de 185 km/h (180 km/h în cazul transmisiei automate), iar timpul de accelerare de la 0 la 100 km/h era de 12,5 secunde. Motoarele cu injecție de benzină dezvoltau 160 CP (120 kW) erau dotate cu un nou tip de pompă, care nu era afectată în niciun fel de temperatură sau altitudine. Filtrul aerat pentru ulei, noua poziționare a cilindrilor, precum și noul sistem de răcire duc la scăderea consumului. Performanțele modelelor 280S, 280SE și 300SEL erau complet diferite, cu o viteză maximă de 190 km/h (185 km/h în cazul transmisiei automate), și un timp de accelerare 0-100 km/h de 10,5 secunde pentru gama W108, și de 12,2 secunde pentru modelele seriei W109, care aveau o masă totală relativ mai mare.

## 6.3
În 1964, Mercedes lansa gama de top de limuzine W100, dotate cu motor SOHC V8 de 6.3 L. Însă costurile mari de producție și, implicit, prețul foarte ridicat al autovehiculelor, a redus drastic cifra de vânzări a seriei, iar creșterea dimensiunilor și a greutății mașinilor a avut drept rezultat scăderea performanței acestora. În 1966, inginerul companiei, Erich Waxenberger, a transferat un motor V8 pe un Mercedes W109, creând astfel primul Mercedes-Benz Q-Car. 
În ciuda dimensiunilor mari ale lui W109, acesta atingea 100 km/h în numai 6.3 secunde. Producția acestuia la scară mare a început în decembrie 1967. Considerat a fi cel mai rapid sedan produs în serie (cu o viteză maximă de 229 km/h), modelul 300SEL 6.3 s-a bucurat de acest titlu câțiva ani buni. O dată cu lansarea lui 6.3, producătorul a introdus și o nouă schemă de coduri de șasiu, care să includă denumirea modelului inițial, dar și pe cea a motorului din dotare. Acestă nomenclatură a fost utilizată de Mercedes-Benz până în 1993, când a adoptat sistemul claselor de autovehicule.

## Modele ulterioare

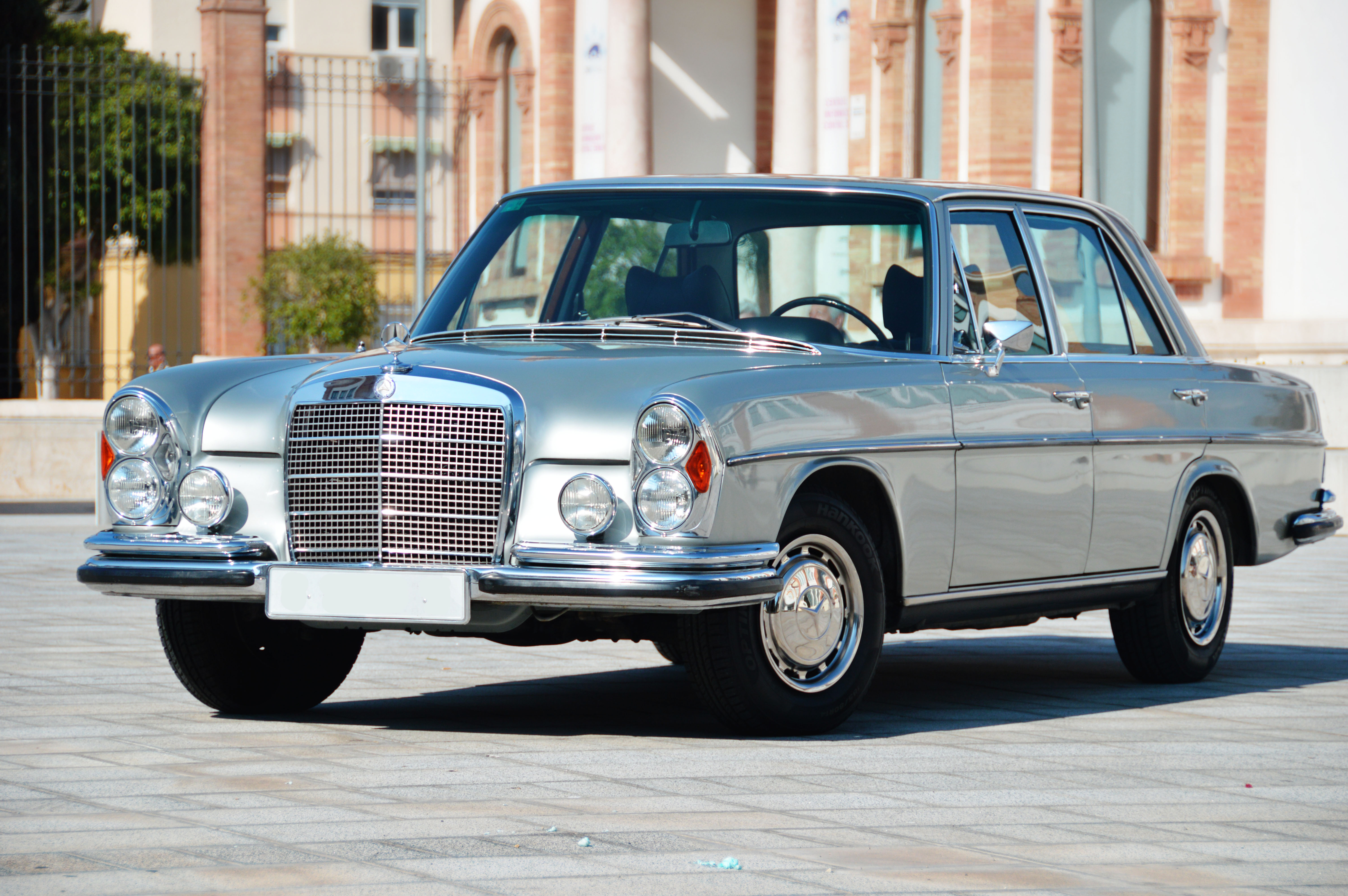
O variantă îmbunătățită de 280SE, din iulie 1972, cu un motor standard, cu 6 cilindri în serie.

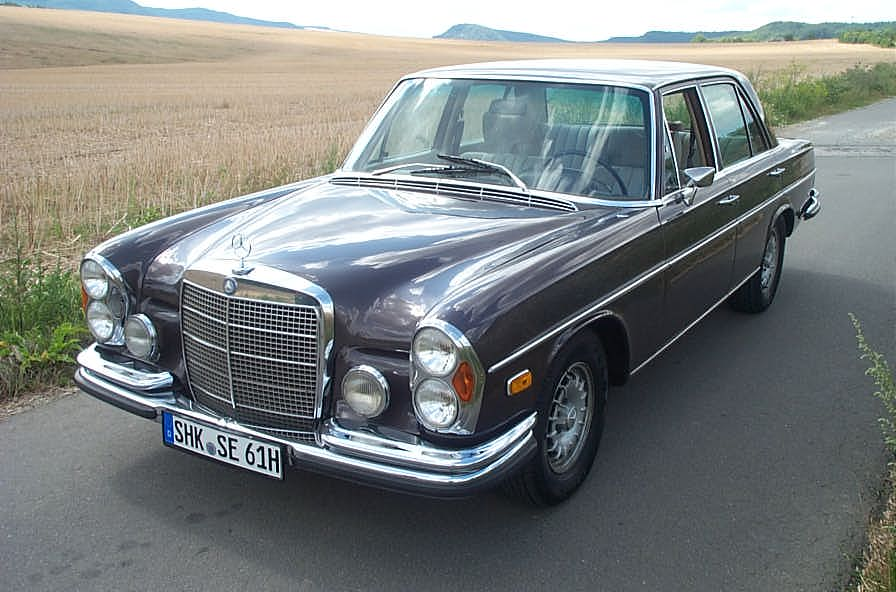
Unul dintre ultimele modele ale seriei, cu un motor V8 de 3.5 L

Mercedes-Benz 300SEL 6.3 a fost un model special, astfel că producția motoarelor M100 de mare consum, a fost una limitată. În procesul de concepție a noilor modele, producătorul trebuia să aibă în vedere cererile din piețele externe, dar mai ales pe cele ale Statelor Unite. Spre finalul anilor 1960, producția de mașini din America se baza în principal pe motoare V8 de capacitate mare, astfel că Mercedes-Benz trebuia să producă un motor propriu cu 8 cilindri, pentru a putea face față competiției.
Noile motoare au fost introduse la finele anului 1969. Primul dintre acestea a fost un M116 V8 cu o capacitate de 3499 cc, o putere de 200 CP (150 kW), dotat cu injecție de benzină Bosch D-Jetronic, acționată electronic, și a fost lansat pe un W109, la Frankfurt Auto Show. Tot atunci mașina a primit denumirea de 300SEL 3.5. Printre cele mai notabile performanțe ale acesteia se numărau viteza maximă de 200 km/h, și accelerare de la 0 la 100 km/h în numai 10 secunde. În vara anului 1970, toată seria W108, atât automobilele de dimensiuni medii, cât și gama LWB, a primit motoare M116, fiind redenumite ca 280SE 3.5 și, respectiv, 280SEL 3.5.
4.5 și W109 300SEL 4.5. Dar această nouă generație era destinată exclusiv pieței Statelor Unite. Noile performanțe atinse erau viteza maximă de 205 km/h, și timpul de accelerare 0-100 km/h de 9.5 secunde.
	Dar chiar și cu introducerea noilor modele cu motoare V8 integrate, producția acestei serii de apropia de final. În ianuarie 1970 s-a oprit producția lui 300SEL cu motor cu 6 cilindri în serie, iar în aprilie 1971, i-a urmat și 280SEL. Variantele 280SE 3.5 și 280SEL ale lui W108 au fost retrase în vara anului 1972. În luna septembrie a aceluiași an, au ieșit din fabrică ultimele exemplare 300SEL 3.5 și 6.3. o lună mai târziu, seria W109 se încheie cu ultimul 300SEL 4.5, iar în noiembrie se întrerupe și producția de W108 280SE și 280sel 4.5. Astfel se încheie o legendă de mai bine de 7 ani.

## Realizări

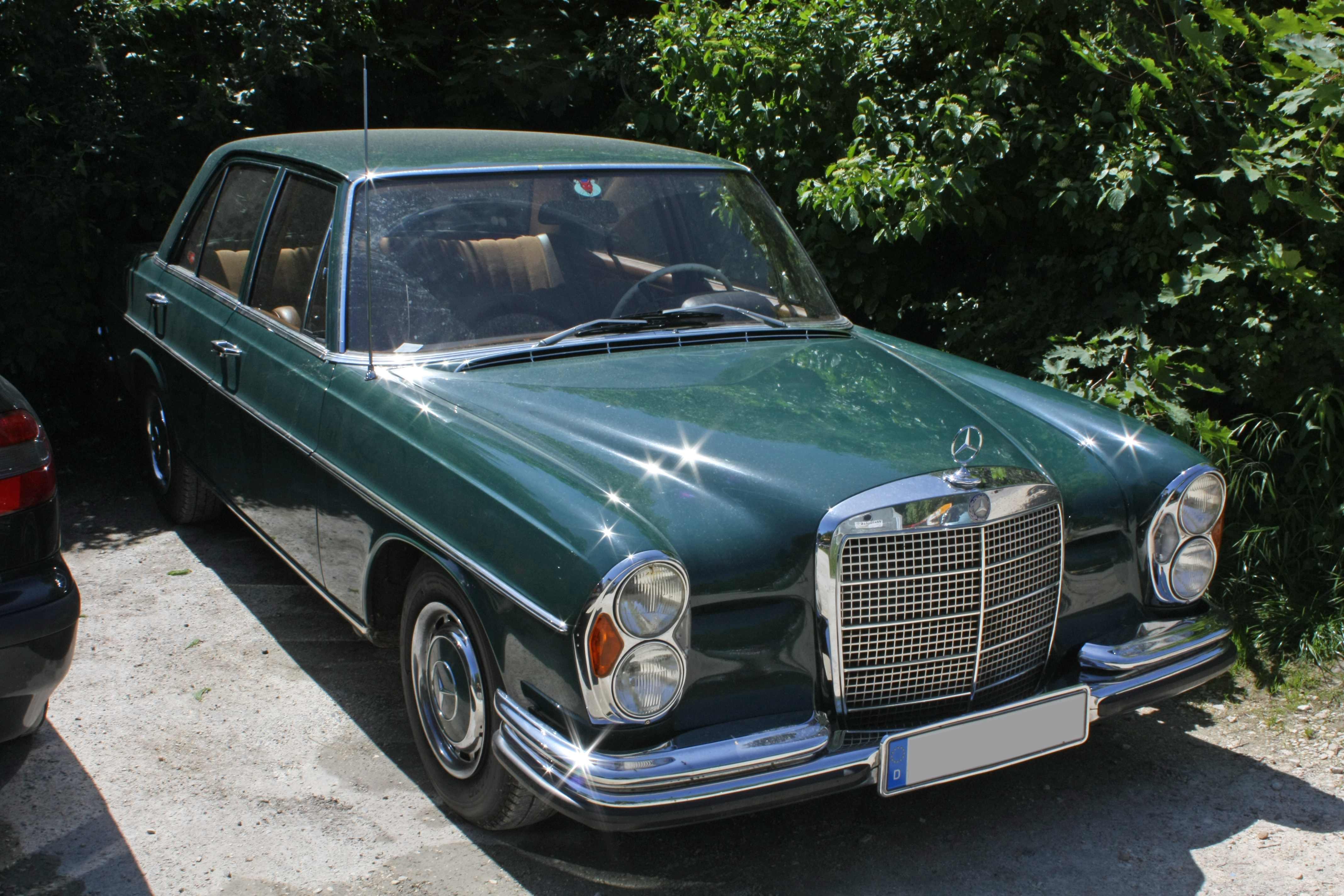
Datorită designului iconic, modele W108 / W109 au devenit mașini clasice, atemporale

Deși cei mai mulți critici au caracterizat modelele seriei ca fiind niște mașini “Fintail fără aripioarele specifice”, acestea s-au bucurat de un succes imens. Acestea nu au rămas în memoria colectivă datorită designului lor, în mare parte din cauza liniilor lor simple și a conturului pătrățos. Chiar și așa, există câțiva astfel de critici care susțin că tocmai acest design simplist a transformat aceste mașini în niște modele clasice și atemporale. Pe de altă parte, seria a fost renumită pentru rezistență și fiabilitate, care demonstrează încă o dată calitatea excelentă a tehnologiei germane. Și nu în ultimul rând, acestea încheie o perioadă de glorie, de aproape un deceniu, de automobile Ponton (1953 – 1962), datorită cărora Mercedes a trecut rapid de la un producător auto aproape ruinat după cel de-Al Doilea Război Mondial, la una dintre cele mai bine cotate mărci auto la nivel european, și chiar mondial. Seria a fost urmată de W116, care a dat naștere unei coi clase, unui nou nume: S-Class.

## Îmbunătățiri
Ambele automobile, W108 și W109, au păstrat o mare parte a dotărilor și tehnologiilor specifice modelelor anterioare, dar au suferit și câteva modificări notabile, care le-au transformat în cele mai bine echipate mașini ale vremii. Seriile 300SE și 300SEL aveau interioare bine amenajate, ambele fiind cunoscute pentru bordurile lor din lemn de nuc finisat, transmisia automată și geamurile acționate electronic. Seria 300SEL 4.5 avea un motor sofisticat și foarte performant: un V8 de 4.5 L, pe benzină, care a fost ulterior folosit și pentru W116 S-Class și seria de automobile sport R107 SL. La fel s-a întâmplat și cu versiunea mai mică a acestui tip de motorizare, cea de 3.5 L.

## Transmisie
Transmisia standard pentru modelele europene era una manuală, în patru trepte. La cerere, era disponibilă și o versiune de cutie automată, tot în patru trepte. Mercedes și-a construit și a dezvoltat propriul sistem de transmisie automată, lucru destul de neobișnuit pentru producătorii auto ai vremii. Începând cu anul 1969, modelele cu motoare cu 6 cilindri erau disponibile și cu o cutie automată în 5 trepte, dar puțini au fost cei care au optat pentru această dotare. 
Odată cu lansarea automobilelor cu motoare V8, în 1970, transmisia automată în patru trepte a devenit o dotare standard. Aceasta era acționată de un cuplaj hidraulic, față de cele obișnuite, acționate de convertizoare cu cuplu de torsiune. Clienții aveau încă posibilitatea de a opta pentru o transmisie manuală în patru trepte, caz în care beneficiau de o reducere față de prețul de listă. Versiunea de 4.5 L (disponibilă din 1971, și doar în Statele Unite ale Americii) era construită pentru o cutie automată în doar 3 trepte, acționată de un convertizor cu cuplu de torsiune. Această combinație motorizare – sistem de transmisie a devenit populară pe o scară mai largă o dată cu lansarea noii generații de autovehicule.

## Modele

### W108

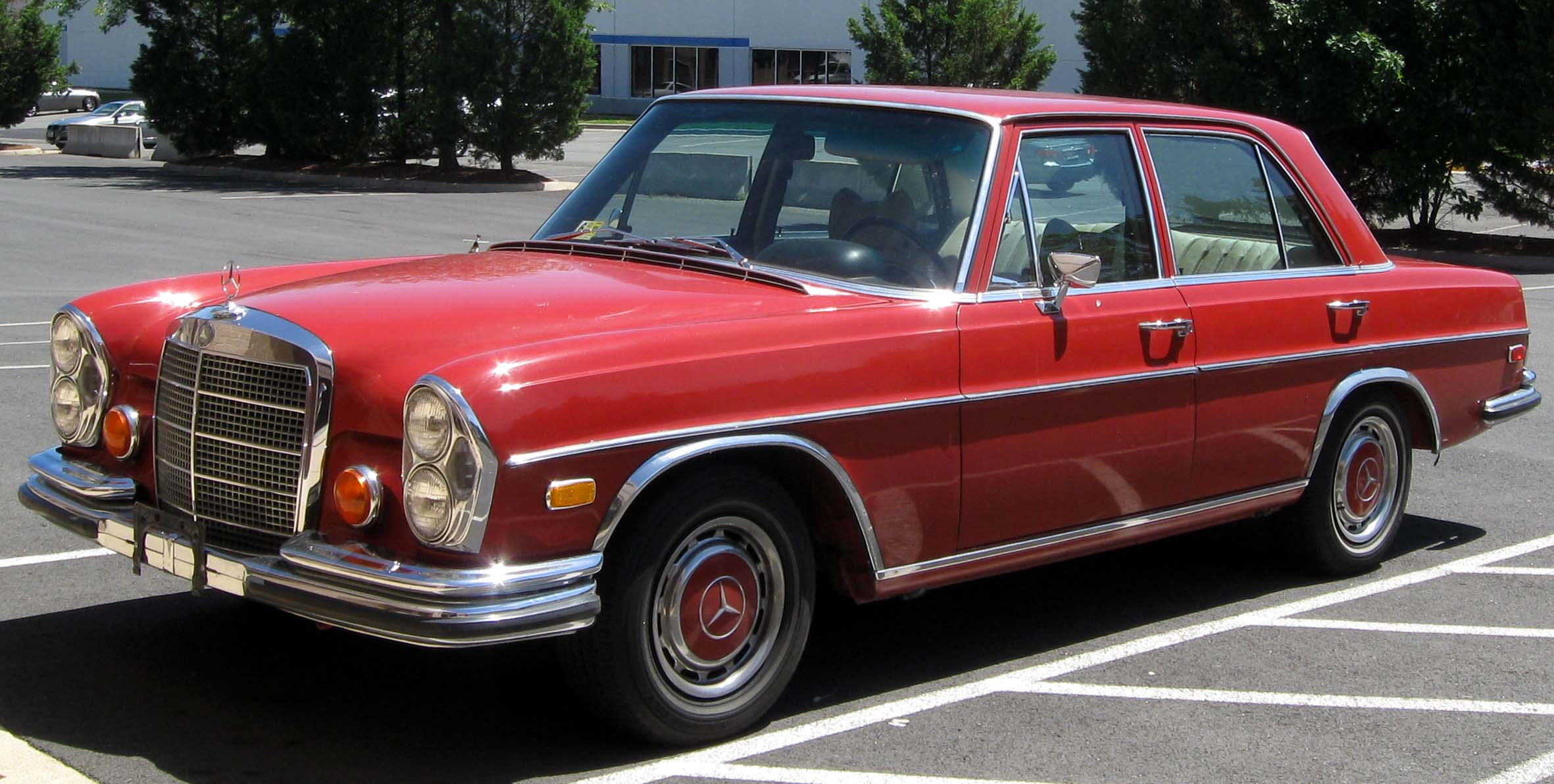
Mercedes-Benz 280SE (US)

| Model      | Cod șasiu | Perioadă de producție | Număr unități | Motor         |
| ---------- | --------- | --------------------- | ------------- | ------------- |
| 250S       | W108.012  | 07/65–03/69           | 74,677        | 2.5 L M108 I6 |
| 250SE      | W108.014  | 08/65–01/68           | 55,181        | 2.5 L M129 I6 |
| 300SEb     | W108.015  | 08/65–12/67           | 2,737         | 3.0 L M189 I6 |
| 280S       | W108.016  | 11/67–09/72           | 93,666        | 2.8 L M130 I6 |
| 280SE      | W108.018  | 11/67–09/72           | 91,051        | 2.8 L M130 I6 |
| 280SEL     | W108.019  | 01/68–04/71           | 8,250         | 2.8 L M130 I6 |
| 280SE 3.5  | W108.057  | 07/70–09/72           | 11,309        | 3.5 L M116 V8 |
| 280SEL 3.5 | W108.058  | 06/70–08/72           | 951           | 3.5 L M116 V8 |
| 280SE 4.5  | W108.067  | 04/71–11/72           | 13,527        | 4.5 L M117 V8 |
| 280SEL 4.5 | W108.068  | 05/71–11/72           | 8,173         | 4.5 L M117 V8 |

### W109
| Model      | Cod șasiu | Perioadă de producție | Număr unități | Motor         |
| ---------- | --------- | --------------------- | ------------- | ------------- |
| 300SEL     | W109.015  | 09/65–12/67           | 2,369         | 3.0 L M189 I6 |
| 300SEL     | W109.016  | 12/67–01/70           | 2,519         | 2.8 L M130 I6 |
| 300SEL 6.3 | W109.018  | 12/67–09/72           | 6,526         | 6.3 L M100 V8 |
| 300SEL 3.5 | W109.056  | 08/69–09/72           | 9,483         | 3.5 L M116 V8 |
| 300SEL 4.5 | W109.057  | 05/71–10/72           | 2,533         | 4.5 L M117 V8 |

## Trivia
Un număr destul de mare de Mercedes-Benz W108 au fost utilizate de Inspectoratul Sovietic de Stat al Automobilelor (cunoscut ca GAI), în anii 1970, la Moscova. Acestea erau decorate cu inscripțiile Miliției și erau folosite pentru a escorta mașinile oficialilor.

## Apariții în filme
Un Mercedes-Benz 250SE negru este furat de James Bond (Roger Moore) de la camarazii Generalului Orlov (Steven Berkoff), undeva în Estul Germaniei, în ecranizarea Octopussy, din 1983. În momentul în care cauciucurile mașinii au fost perforate de o capcană, James Bond conduce autovehiculul, în stilul său caracteristic, de-a lungul unei șine de tren, urmărind Octopussy dincolo de granița dintre Germania de Vest și Germania de Est (chiar dacă scenele au fost, de fapt, filmate în Cambridgeshire, Anglia). Chiar înainte de a trece granița, Bond reușește să sară din mașină, pe tren, chiar înainte ca Mercedes-ul său să izbească frontal un alt tren și să fie azvârlit în râu. 

În filmul The Hangover personajele principale conduc un 280SE decapotabil, produs în 1969. În drumul lor spre Las Vegas, aceștia distrug complet mașina. Aparent, decapotabilele distribuite în acest film sunt de fapt automobile Coupé, cu câteva modificări. S-au folosit 16 autoturisme, care au fost lovite de mai multe ori. Variantele Coupé și cele decapotabile ale seriei sunt, în nomenclatorul Mercedes, cunoscute ca W111. 